# Circuito chiuso/Wither
Circuito chiuso è un singolo split dei Diaframma e dei Pankow pubblicato nel dicembre 1982 come allegato alla fanzine Free 8212.

## Tracce
- Lato A

1. Diaframma – Circuito chiuso

- Lato B

1. Pankow – Wither